# Синдром Бьёрнстада
Синдром Бьёрнстада — порок развития, характеризуемый глухотой разной степени и аномальным развитием волос. Это редкое аутосомно-рецессивное заболевание является генетическим расстройством, и вызвано мутацией в гене BCS1L на второй хромосоме 2 в локусе q34-36. Этот ген кодирует шаперон, принадлежащий к семейству AAA+ (обширное семейство клеточных АТФаз). Он участвует в сборке комплекса III дыхательной цепи внутренней мембраны митохондрий. Синдром описан в 1965 году, в Осло, профессором Ревом Теодором Бьёрнстадом (норв. Roar Theodor Bjørnstad 1908—2002).

## Патогенез
Синдром проявляется в дисплазии волос, как аномально скрученные волосы (pili torti), ресницы и брови, а также облысение. Волосы очень хрупкие и легко ломаются. Глухота проявляется в младенчестве или в раннем детстве. Степень потери слуха различна, но есть положительная корреляция изменений с тяжестью выпадения волос.